# Бат Јам
Бат Јам (хебр. בת ים, арап. ‏بات يام‎) је град у Израелу у округу Тел Авив. Према процени из 2022. у граду је живело 128.465 становника.

## Становништво
Према процени, у граду је 2022. живело 128.465 становника.
| 1983.   | 1995.   |
| ------- | ------- |
| 128.738 | 136.416 |

## Градови побратими
- Крагујевац
- Ливорно
- Анталија
- Кутно
- Вилербан
- Валпараисо
- Аурих
- Нојкелн, Берлин
- Салинас